# Élections européennes de 2004 en Slovénie

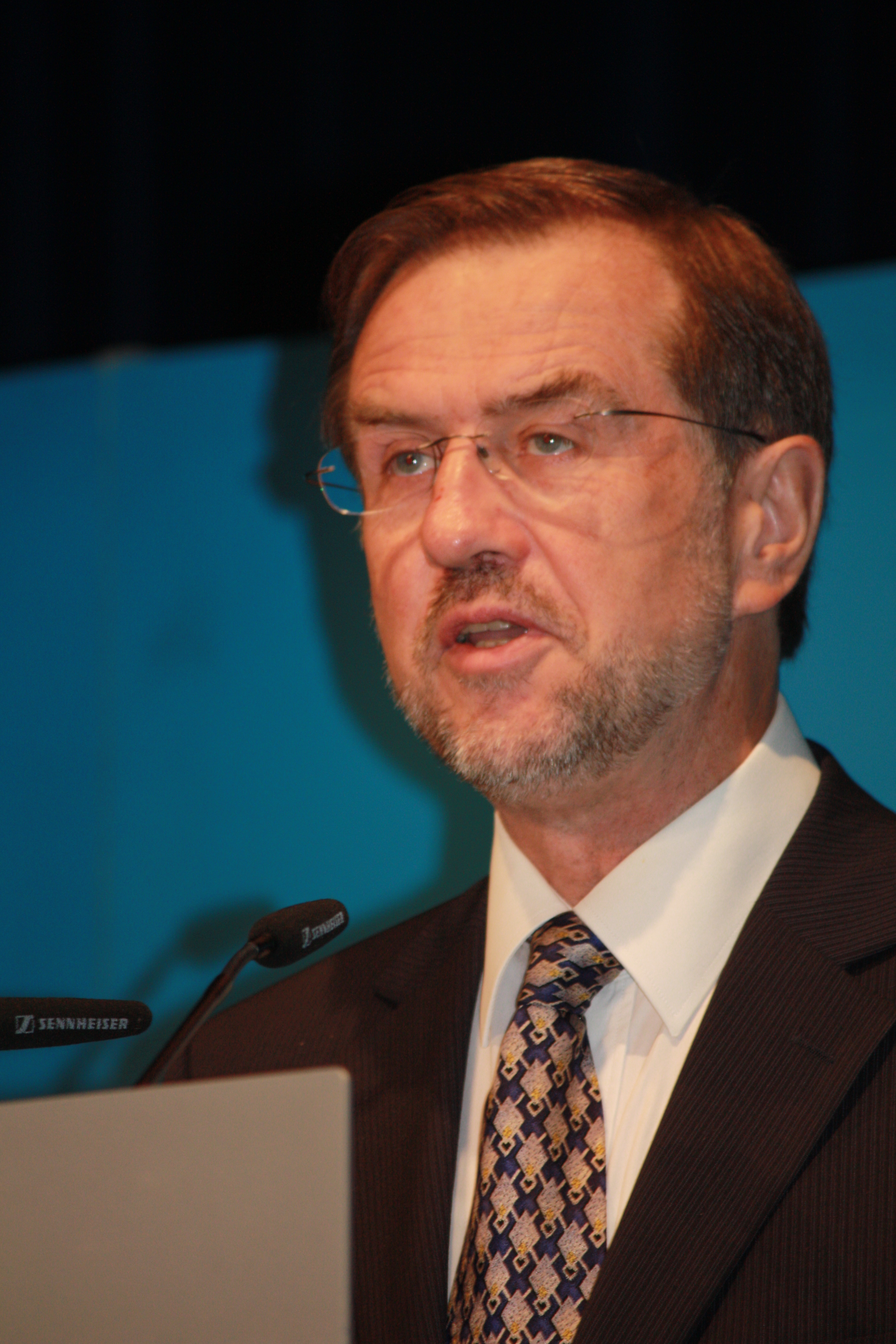
Lojze Peterle en 2011, il est issu des Démocrates Chrétiens slovènes. Il est élu au Parlement Européen en 2004.

Les élections européennes se sont déroulées le dimanche 13 juin 2004 en Slovénie pour désigner les sept députés européens au Parlement européen, pour la législature 2004-2009. Il s'agissait de la toute première élection européenne du pays vu que la Slovénie n'est entrée dans l'union qu'en 2004.

## Résultats
- Nouvelle Slovénie, 2 sièges;
- Démocratie libérale slovène et Parti démocrate des retraités slovènes, 2 sièges;
- Parti démocratique slovène, 2 sièges;
- Sociaux-démocrates, 1 siège.